# Tanyproctus tennatus
Tanyproctus tennatus är en skalbaggsart som beskrevs av Khnzoryan 1953. Tanyproctus tennatus ingår i släktet Tanyproctus och familjen Melolonthidae. Inga underarter finns listade i Catalogue of Life.